# マリックヴィル・カウンシル
マリックヴィル・カウンシル (Marrickville Council) は、オーストラリア・ニューサウスウェールズ州の地方公共団体。

## 概要
区域の北辺をライカートと接し、東をシティ・オブ・シドニー、南東をボタニー・ベイ、南をロックデール、南西をカンタベリー、北西をアッシュフィールドと接している。
住民の多くがオーストラリアに複数回押し寄せた移民の波を背景に、伝統的に労働者階級が多い街である。このジェントリフィケーションの傾向が町の彩りに大きな影響を与えている。
マリックヴィル・カウンシルは学生の町としても知られている。シドニー大学やシドニー工科大学（UTS）が近接しているためである。

## 地理
マリックヴィル・カウンシルはシドニーのいわゆるインナー・ウエストと呼ばれるサバーブ群で構成されている。シドニー中心業務地区（CBD）からはおおよそ4キロメートルから10キロメートル南西に位置している。面積は、17平方キロメートル。シドニーの東西の大動脈であったパラマッタ・ロード（en）が市の北辺を走る。パラマッタ・ロードは、マリックヴィル・カウンシルとミュニシパリティ・オブ・ライカートの境界である。
市の南東部を流れるアレクサンドラ運河は、シティ・オブ・ボタニー・ベイとの境界を形成しており、また、市の南西部を流れるジョージズ川がシティ・オブ・カンタベリーの境界を形成している。
シティレールの複数駅がマリックヴィル・カウンシルにある。レッドファーン駅から分岐したインナー・ウエスト線（en）が市域の北部を走る。スタンモア駅（en）、ピーターシャム駅（en）、ルイシャム駅（en）の各駅がある。
レッドファーン駅からは、シティレールが、シドニー中心業務地区から見て南西方向にもうひとつの鉄道線が分岐している。その鉄道線であるバンクスタウン線（en）にはセント・ピーターズ駅（en）、シドナム駅（en）、マリックヴィル駅（en）、ダルウィッチ・ヒル駅（en）がある。さらに、シドナム駅からは、イースタン・サバーブ・アンド・イラワラ線（en）が分岐し、シドナム駅、テンペ駅（en）がこの路線にある。

## 歴史
クックス川（en）やアレクサンドラ運河での考古学的発見から、この地域には、少なくとも7,000年前には住民が居住していた。ユアラー語（en）を話すカジガル人（en）やダラグ人（en）が居住していた。
1788年の、ヨーロッパ人がシドニーに上陸すると、早い段階で現在のマリックヴィルの市域は、ヨーロッパ人が居住することとなった。1809年までには、すべての土地がヨーロッパ人の手によって分割所有されることとなった。1830年代には、マリックヴィルは5人の土地所有者の不動産となった。その中の1人のトーマス・チャルダー（Thomas Chalder）の土地が彼の故郷であるノース・ヨークシャーの街であるマリック（en）と呼ばれていた。この時代は、マリックヴィルは田舎の雰囲気を残していた。
しかし、シドニーが都市化するにつれ、田舎の雰囲気は徐々に姿を失い、マリックヴィルのみならず（1861年）、近隣のキャンパーダウン（1861年）、ニュータウン（1862年）、セント・ピーターズ（1871年）、ピーターシャム（1872年）といった地域が地方公共団体を形成するに至った。
1948年には、これらの地域を足した人口の合計が113,000人となり、頂点に達した。この年、州議会により、Local Government Areas Actが成立したことにより、翌年1月にはマリックヴィル・カウンシルは、セント・ピーターズとピーターシャムを合併した。既に、ニュータウンとキャンパーダウンは、シティ・オブ・シドニーとの合併をしていた。しかしながら、1968年に境界の再変更が行われ、キャンパーダウンとニュータウンの一部がマリックヴィル・カウンシルの区域に組み込まれ、現在の市域となっている。
移民の波は常に、この街を彩ってきた。1950年代から1970年代にかけては、南ヨーロッパや中東からの移民がこの街に住むようになり、さらには、アジア系の人々がこの街に住むようになった。このことから、マリックヴィルを中心とする地域は、オーストラリアの中でも、出身民族がもっとも多様な街の一つとなっている。

## 構成サバーブ
マリックヴィル・カウンシルは、以下のサバーブから構成される。
- キャンパーダウン（Camperdown）
- ダルウィッチ・ヒル（Dulwich Hill）
- エンモア（Enmore）
- ルイシャム（Lewisham）
- マリックヴィル（Marrickville）
- ピーターシャム（Petersham）
- セント・ピーターズ（St Peters）
- スタンモア（Stanmore）
- シドナム（Sydenham）
- テンペ（Tempe）

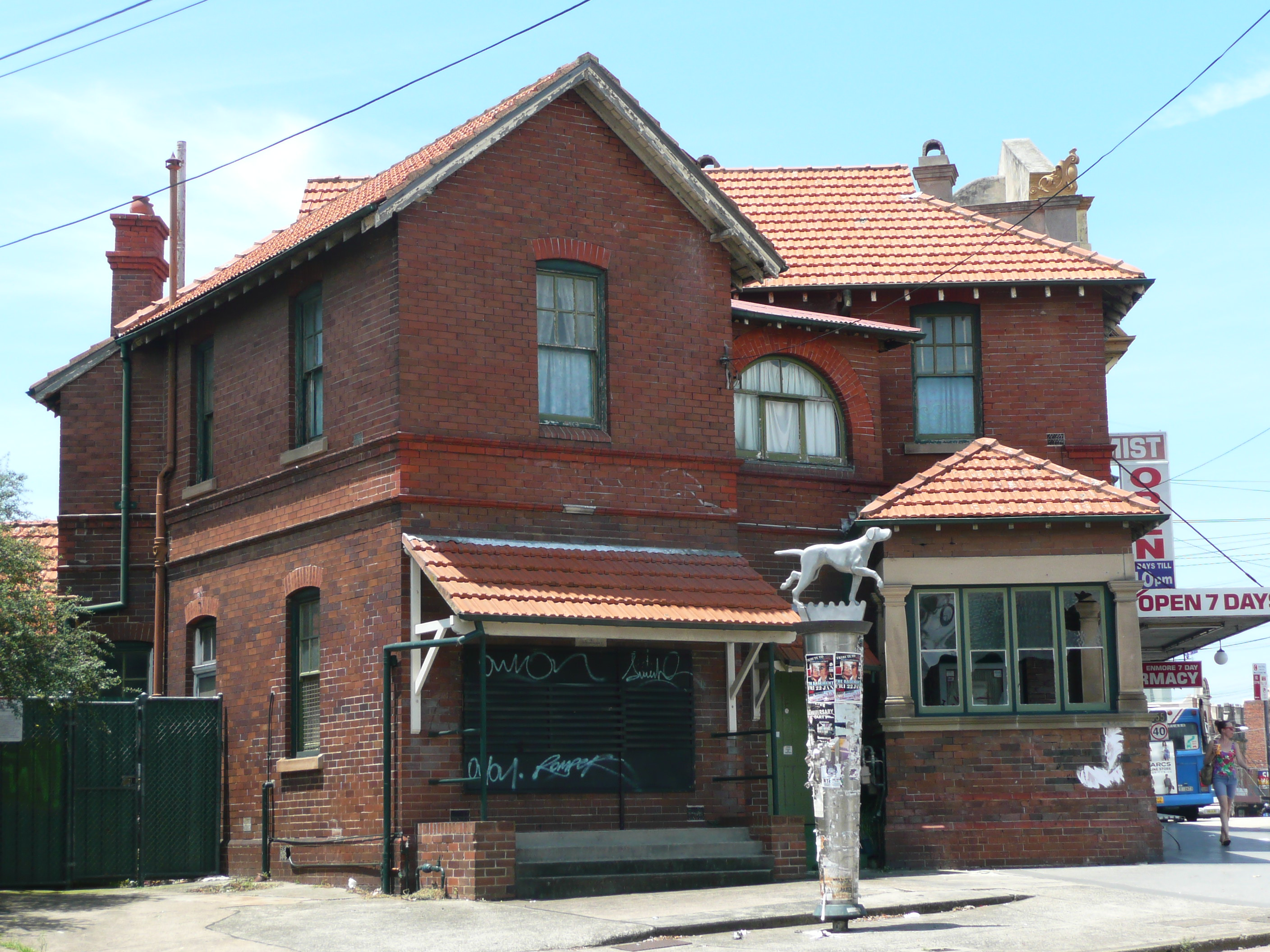
エンモアに残る旧エンモア郵便局
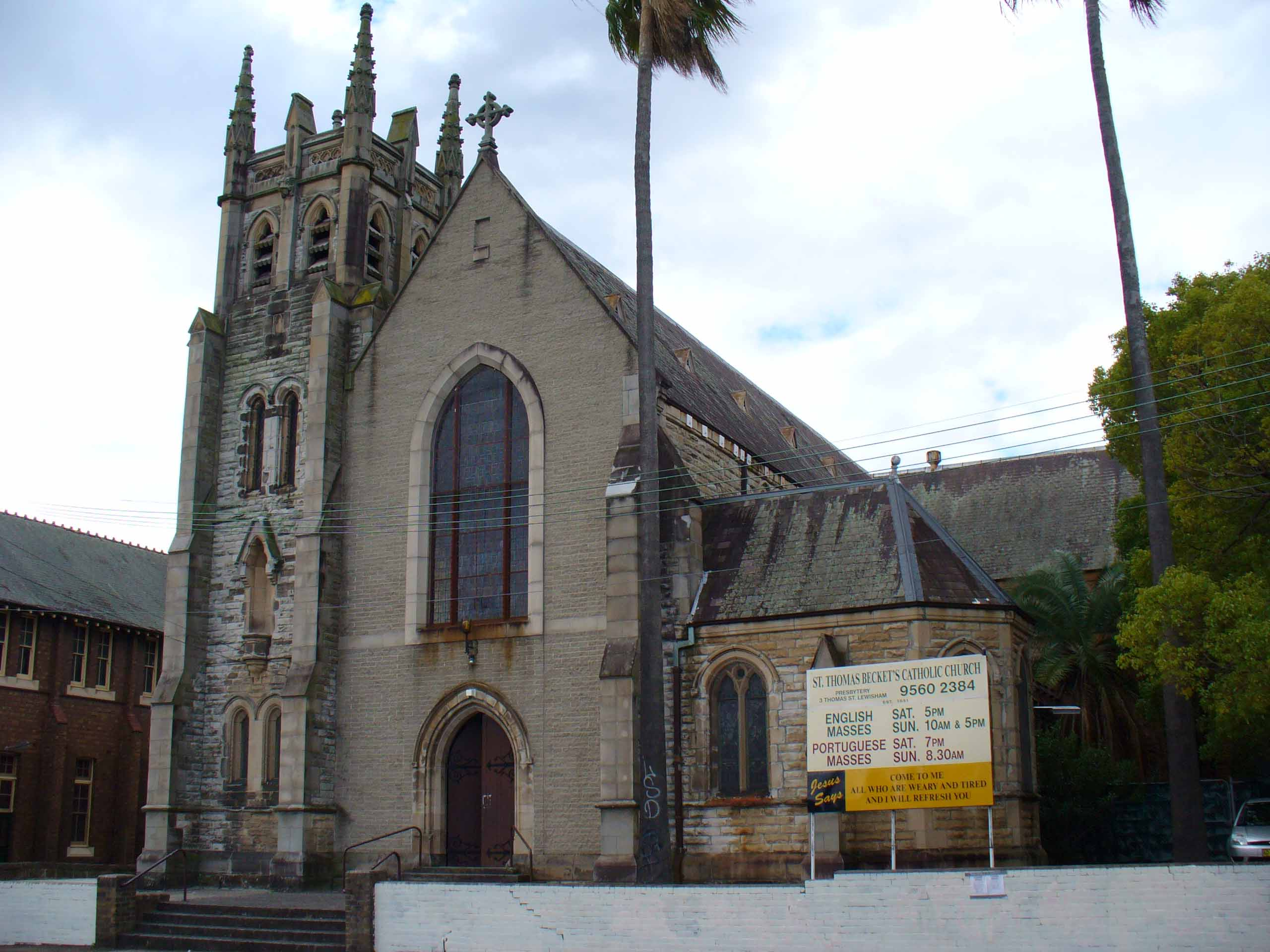
ルイシャムの聖トマス・ベケット・カトリック教会
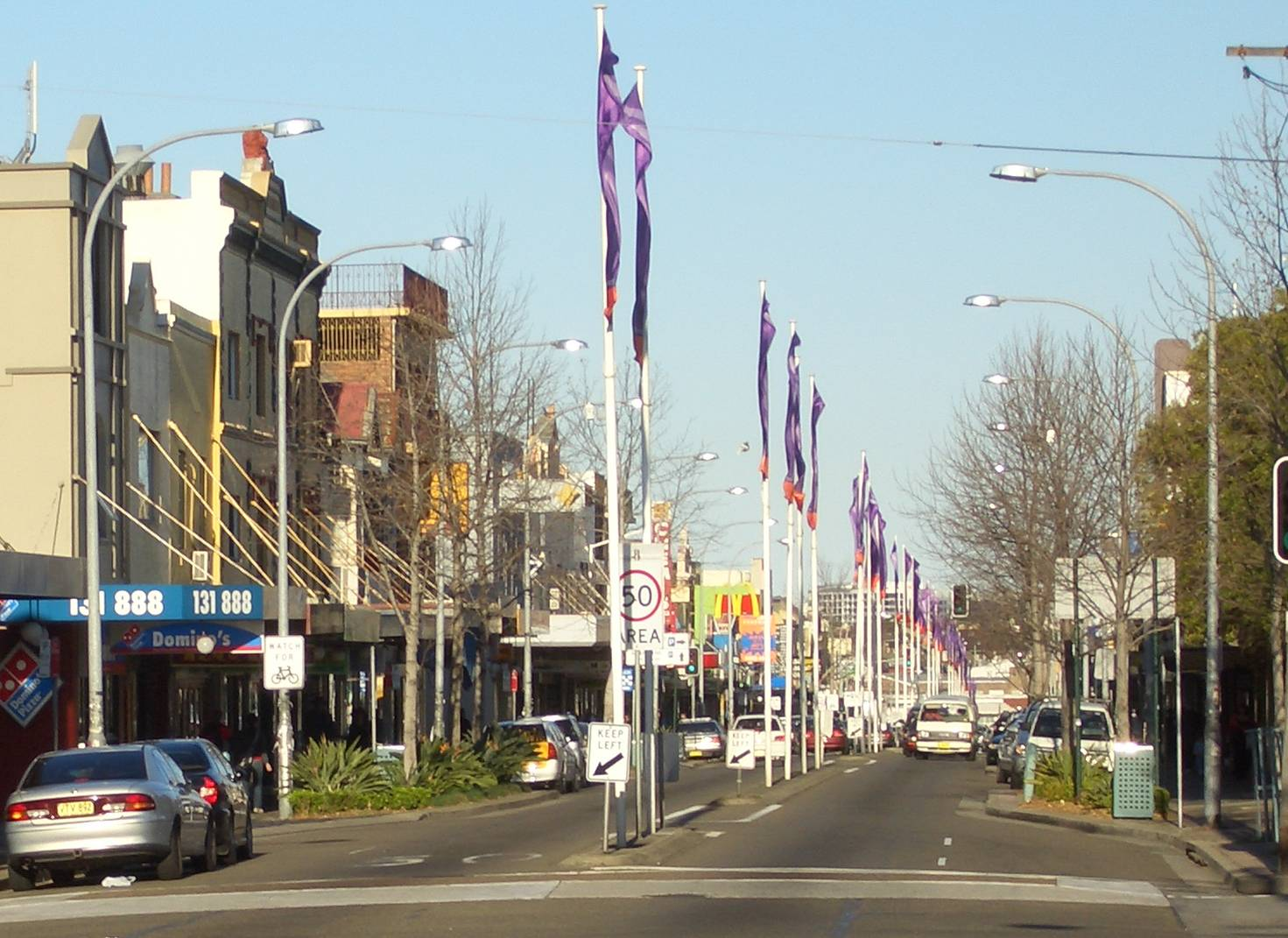
マリックヴィル通り（マリックヴィル）
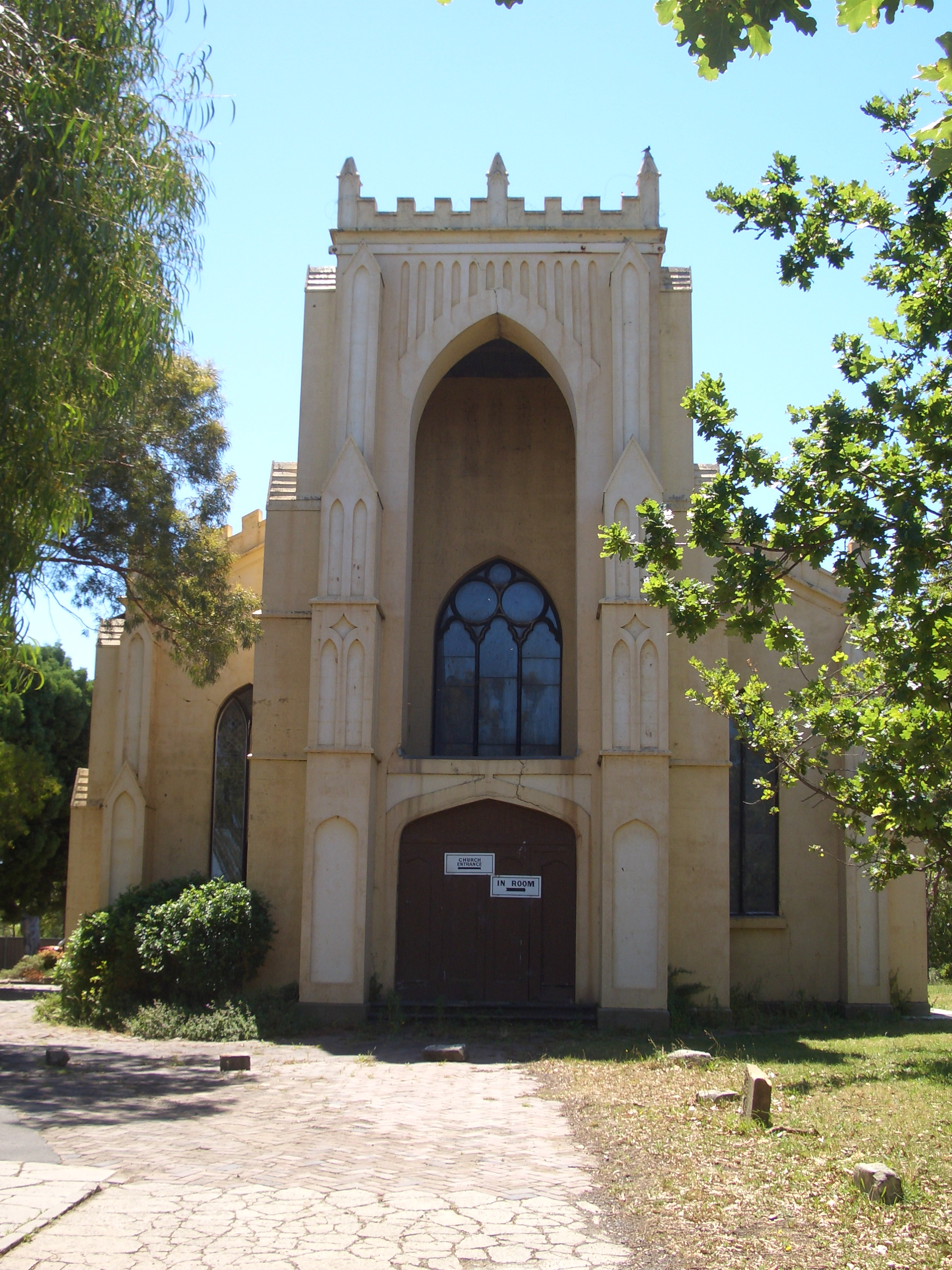
セント・ピーターズ教会
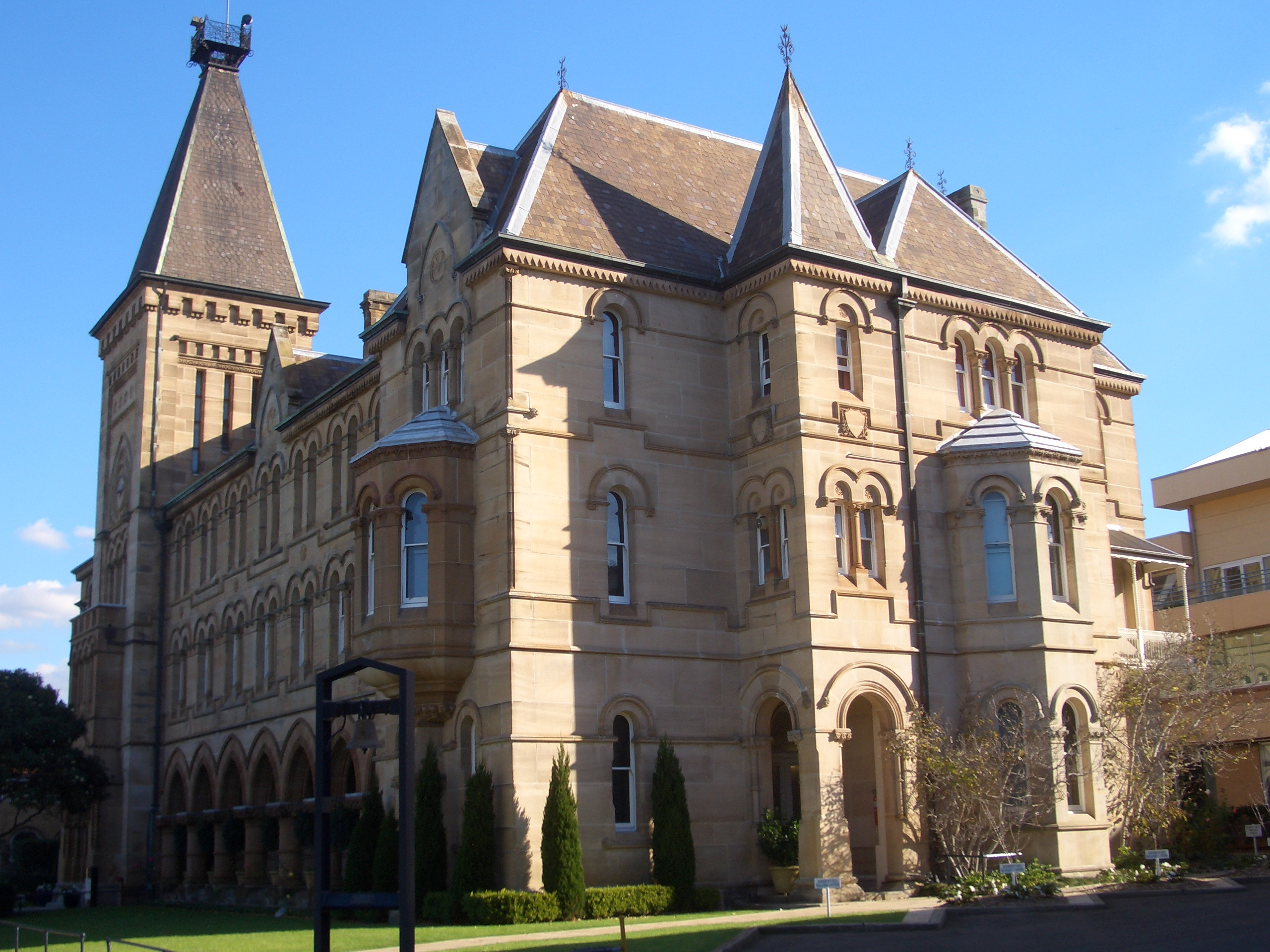
ニューイングトン・カレッジ（スタンモア）
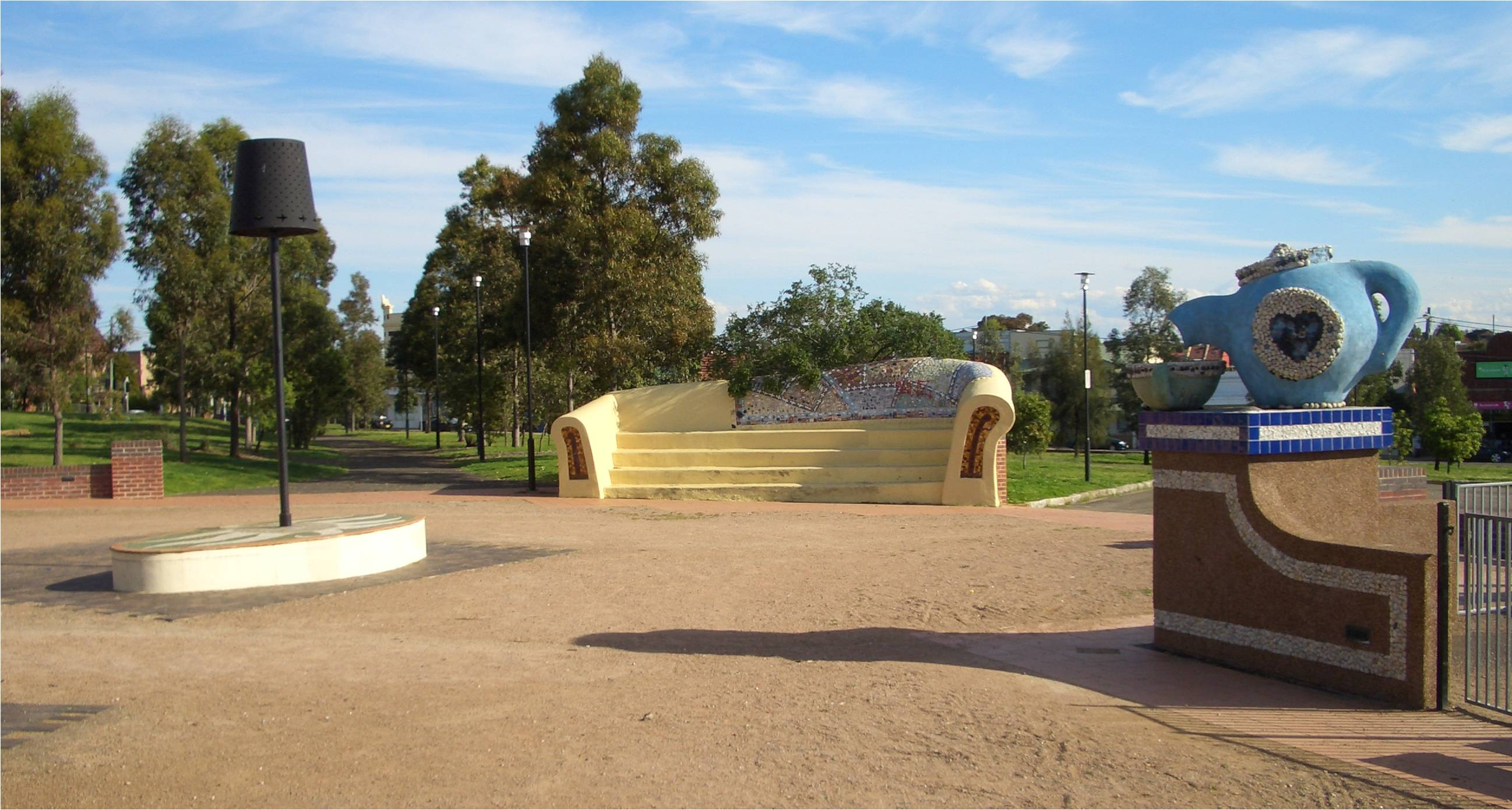
シドナム・グリーン（シドナム）
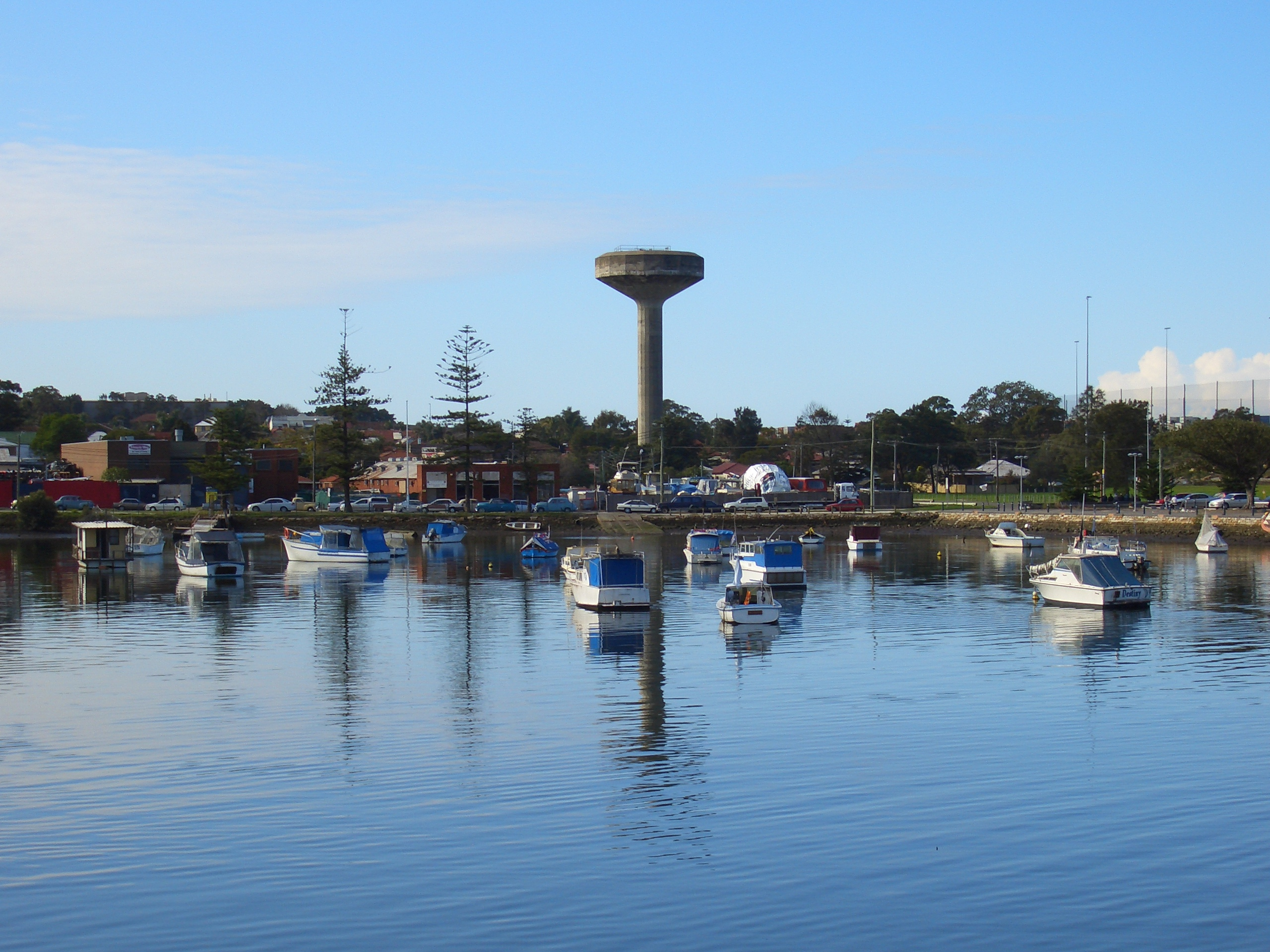
クックス川の風景（テンペ）

## 航空
オーストラリア最大の空港であるシドニー国際空港がマリックヴィル・カウンシルの南東隣にあるシティ・ボタニー・ベイに位置する。そのため、マリックヴィル・カウンシルの上空が航空路に設定され、飛行機は低空飛行をする結果として、マリックヴィル・カウンシルは、騒音公害に悩まされ続けている。
シドニー国際空港の第三滑走路が完成した1990年代半ば、住民の陳情に応じる形で、連邦政府は、市南部シドナムの152世帯の不動産を購入した。この土地は、4.5ヘクタールに及び、シドナム・グリーンという公園へ生まれ変わった。

## 議会
マリックヴィル・カウンシルの議会は、12人によって構成される。任期は4年。選挙区は4つで、それぞれの選挙区から3人が選出される。市長は、議会選挙後最初の議会で12人の議員から選出される。最新の議会選挙は、2012年9月8日に実施された。 オーストラリア緑の党とオーストラリア労働党が4議席、オーストラリア自由党と無所属がそれぞれ2議席獲得した。市長は、無所属のVictor Marci 。

## 姉妹都市
マリックヴィル・カウンシルは、以下の都市と姉妹都市を締結している。
- 基隆市（台湾、1989年から[8]）
- コス島（ギリシャ、1990年から[8]）
- フンシャル （ポルトガル、1996年から[8]）
- ラルナカ（キプロス、2005年から[8]）
- サフィータ（ギリシャ、2005年から[8]）
- ベツレヘム （パレスチナ、2007年から[8]）
- ゾンネベーケ （ベルギー、2007年から[8]）